# 大崎市立鬼首小学校
大崎市立鬼首小学校（おおさきしりつ おにこうべしょうがっこう）は宮城県大崎市にあった公立小学校。

## 概要
- 大崎市鳴子温泉地区北部の鬼首地区が学区となっていた。

## 沿革
- 1874年（明治7年） - 開校
- 1941年（昭和16年）4月1日 - 鬼首国民学校に改称
- 1947年（昭和22年）4月1日 - 鬼首村立鬼首小学校に改称
- 1954年（昭和29年）4月1日 - 町村合併で鳴子町立鬼首小学校に改称
- 2006年（平成18年）3月31日 - 新設合併により大崎市立鬼首小学校に改称
- 2025年（令和7年）2月15日 - 閉校式[1]
- 2025年（令和7年）3月31日 - 鳴子温泉地区の鳴子中学校、鳴子小学校、川渡小学校と統合して小中一貫校の大崎市立鳴子小中学校が開校に伴い,閉校[2][3]

## 教育目標
- 心身ともに健康で　よく学び　実践力のある　児童の育成[4]

### 目指す子供の姿
- 「ゆめ」「いのち」「ちから」をつかむ
- 「つかむ力」を身に付けた子
  - よく学ぶ子
  - いつも元気な子
  - こころ優しい子

## 通学区域
出典：
- 蟹沢，小向，川東，原，田野，中川原，軍沢，寒湯，岩入西，岩入東

## 進学先中学校
- 公立学校は、大崎市立鳴子中学校へ進学する[5]。